# Operculina flammea
Operculina flammea är en vindeväxtart som först beskrevs av Christian Gottfried Daniel Nees von Esenbeck, och fick sitt nu gällande namn av Carl Daniel Friedrich Meisner. Operculina flammea ingår i släktet Operculina och familjen vindeväxter. Inga underarter finns listade i Catalogue of Life.